# Каннский кинофестиваль 1995
48-й Каннский кинофестиваль 1995 года, проходивший с 7 по 18 мая в Каннах, Франция. Жанна Моро второй раз становится президентом жюри. Среди призёров нет ни одного американского фильма. Вторую в карьере «Золотую пальмовую ветвь» получил югославский режиссёр Эмир Кустурица.

## Жюри
- Жанна Моро (Франция) (председатель)
- Джанни Амелио (Италия)
- Жан-Клод Бриали (Франция)
- Надин Гордимер (ЮАР)
- Гастон Каборе (Буркино-Фасо)
- Мишель Рэй-Гаврас (Франция)
- Эмилио Гарсия Риера (Мексика)
- Филипп Русло (Франция)
- Джон Уотерс (США)
- Зверева Мария (Россия)

## Фильмы в конкурсной программе
- Ангелы и насекомые
- Между злом и синим морем
- Вдали от Рангуна
- Каррингтон
- Мертвец
- Не забудь, что скоро ты умрешь
- Эд Вуд
- Хорошие мужчины, хорошие женщины
- Истории из Кронена
- Джефферсон в Париже
- Детки
- Любовь утомляет
- Город потерянных детей
- Ненависть
- Земля и свобода
- Монастырь
- Сенатор улиток
- Безумие короля Георга
- Неоновая Библия
- Взгляд Улисса
- Андерграунд
- Время
- Шанхайская триада
- Sharaku

## Особый взгляд
- Отдел
- Огюстен
- Пока
- Канадский бекон
- Под тутовым деревом
- Джорджия
- Рассвет наизнанку
- Самый прекрасный возраст
- Лиссабонская история
- Музыка для декабря
- Время любви
- Салям, синема!
- Время путешествия
- Англичанин, который поднялся на холм, а спустился с горы
- Чем заняться мертвецу в Денвере
- Сумасшедшие герои
- Ren yue huang hun
- Haramuya
- Indradhanura Chhai
- Lessons in the Language of Love
- Liev S Sedoi Borodoi
- Kaki bakar
- Rude
- The Monkey Kid
- Two Nudes Bathing
- The Poison Tasters

## Фильмы вне конкурсной программы
- Отчаянный
- Поцелуй смерти
- Быстрый и мёртвый
- Подозрительные лица
- За что стоит умереть